# Canton de Callac
Le canton de Callac est une circonscription électorale française située dans le département des Côtes-d'Armor et la région Bretagne.

## Histoire
- Le canton de Callac a été créé en 1790[1].

- De 1833 à 1840, les cantons de Callac et de Saint-Nicolas avaient le même conseiller général. Le nombre de conseillers généraux était limité à 30 par département[5].

- De 1840 à 1848, les cantons de Callac et de Belle-Isle-en-Terre avaient le même conseiller général[6].

- Un nouveau découpage territorial des Côtes-d'Armor entre en vigueur à l'occasion des élections départementales de mars 2015, défini par le décret du 13 février 2014[4], en application des lois du 17 mai 2013 (loi organique 2013-402 et loi 2013-403)[7]. Les conseillers départementaux sont, à compter de ces élections, élus au scrutin majoritaire binominal mixte. Les électeurs de chaque canton élisent au Conseil départemental, nouvelle appellation du Conseil général, deux membres de sexe différent, qui se présentent en binôme de candidats. Les conseillers départementaux sont élus pour 6 ans au scrutin binominal majoritaire à deux tours, l'accès au second tour nécessitant 12,5 % des inscrits au 1er tour. En outre la totalité des conseillers départementaux est renouvelée. Ce nouveau mode de scrutin nécessite un redécoupage des cantons dont le nombre est divisé par deux avec arrondi à l'unité impaire supérieure si ce nombre n'est pas entier impair, assorti de conditions de seuils minimaux[8]. Dans les Côtes-d'Armor, le nombre de cantons passe ainsi de 52 à 27. Le nombre de communes du canton de Callac passe de 11 à 28.

- Le nouveau canton de Callac est formé de communes des anciens cantons de Belle-Isle-en-Terre (7 communes), de Bourbriac (7 communes), de Callac (11 communes), de Guingamp (2 communes) et de Saint-Nicolas-du-Pélem (1 commune). Le canton est entièrement inclus dans l'arrondissement de Guingamp. Le bureau centralisateur est situé à Callac.

## Représentation

### Conseillers d'arrondissement (de 1833 à 1940)
| Période                                  | Période | Identité                            | Étiquette                   | Qualité |
| ---------------------------------------- | ------- | ----------------------------------- | --------------------------- | --- |
| 1833                                     | 1845    | Jean Baptiste Le Moign              |                             | Maire de Pestivien                                                                                          |
| 1845                                     | 1848    | Claude François Lancien (1808-1871) |                             | Huissier à Callac                                                                                           |
|                                          |         |                                     |                             | |
| av.1856                                  | 1867    | Jacques L'Hélias                    |                             | Propriétaire à Callac, maire de Calanhel                                                                    |
| 1867                                     |         | M. Vauchel                          |                             | Propriétaire à Callac                                                                                       |
|                                          |         |                                     |                             | |
| 1904                                     | 1928    | Yves-Marie Kerhervé                 | Républicain ministériel URD | Propriétaire, clerc de notaire, maire de Callac                                                             |
| 1928                                     | 1934    | M. Le Lay                           | SFIO                        | Commerçant à Carnoët                                                                                        |
| 1934                                     | 1940    | Joseph Jacq                         | URD                         | Cultivateur, maire de Calanhel                                                                              |
| 1940                                     |         |                                     |                             | Les conseils d'arrondissement ont été suspendus par la loi du 12 octobre 1940 et n'ont jamais été réactivés |
| Les données manquantes sont à compléter. |         |                                     |                             | |

### Conseillers généraux de 1833 à 2015
| Période | Période          | Identité                                               | Étiquette           | Qualité |
| ------- | ---------------- | ------------------------------------------------------ | ------------------- | --- |
| 1833    | 1840             | Guy Fulgence Tiengou de Tréfériou (1784-1849)          |                     | Conseiller à la Cour royale de Rennes |
| 1840    | 1842             | François Le Calvez                                     |                     | Notaire, conseiller d'arrondissement Propriétaire à Guingamp                                                                                 |
| 1842    | 1845             | Alfred Louis Le Guillou Kergoat (1807-1858)            |                     | Juge de paix et propriétaire à Bourbriac |
| 1845    | 1848             | Jean Louis René Charles Huchet du Guermeur (1794-1849) |                     | Notaire Maire de Saint-Nicolas-du-Pélem (1830-1848)                                                                                          |
| 1848    | 1856             | Pierre Marie Guiot                                     |                     | Notaire, maire de Callac |
| 1856    | 1863             | Jules Philippe                                         |                     | Propriétaire, notaire, rentier, maire de Callac                                                                                              |
| 1863    | 1883             | Charles-François de la Jaille                          | Bonapartiste        | Général, propriétaire du château de Kerbournet, à Saint-Servais                                                                              |
| 1883    | 1886 (décès)     | Olivier Quéré                                          | Rad.                | Docteur en médecine |
| 1886    | 1892 (décès)     | Comte Albert de Kerouartz                              |                     | Propriétaire du château des Salles à Guingamp                                                                                                |
| 1892    | 1925             | Marquis Frédéric de Kerouartz                          | Libéral Indépendant | Propriétaire à Guingamp Député (1898-1902) Sénateur (1912-1921)                                                                              |
| 1925    | 1926             | Louis Morel                                            | Rad.                | Négociant Maire de Callac (1925-1935) |
| 1926    | 1926 (démission) | Louis Mariette                                         | PDP                 | Vétérinaire à Callac |
| 1926    | 1935 (décès)     | Louis Morel                                            | Rad.                | Négociant Maire de Callac (1925-1935) |
| 1935    | 1940             | Oswen de Kerouartz                                     | URD                 | Maire de Bulat-Pestivien Député (1930-1936)                                                                                                  |
|         |                  |                                                        |                     | |
| 1945    | 1951             | François Lucas                                         | SFIO                | Commerçant, ancien maire de Plourac'h (1925-1935)                                                                                            |
| 1951    | 1958             | Jean Auffret                                           | RGR                 | Retraité de la Gendarmerie Maire de Callac (1948-1965)                                                                                       |
| 1958    | 1964             | Lucien Le Verge                                        | PCF                 | Cultivateur Maire de Maël-Pestivien (1959-1989)                                                                                              |
| 1964    | 1970             | Marcel Le Goaët (1907-1988)                            | PCF                 | Employé à l'EDF retraité Premier adjoint au maire de Callac                                                                                  |
| 1970    | 2008             | Félix Leyzour                                          | PCF                 | Instituteur en retraite Maire de Callac (1989-2008) Suppléant du député François Leizour (1978-1981) Sénateur (1989-1997) Député (1997-2002) |
| 2008    | 2015             | Christian Coail                                        | PS                  | Cadre supérieur Maire de Saint-Servais (1989-2021)                                                                                           |

### Conseillers départementaux à partir de 2015
| Période élective | Période élective | Mandat | Mandat   | Identité            | Nuance | Nuance | Qualité |
| ---------------- | ---------------- | ------ | -------- | ------------------- | ------ | ------ | --- |
| 2015             | 2021             | 2015   | 2021     | Christian Coail     |        | PS     | Cadre bancaire retraité Maire de Saint-Servais (depuis 1989)                                                 |
| 2015             | 2021             | 2015   | 2021     | Claudine Guillou    |        | DVG    | Présidente de la communauté de communes du Pays de Bourbriac (2012-2016) Maire de Bourbriac (depuis 2020)    |
| 2021             | 2028             | 2021   | en cours | Christian Coail     |        | DVG    | Cadre bancaire retraité Président du conseil départemental (depuis 2021) Maire de Saint-Servais (1989-2021)  |
| 2021             | 2028             | 2021   | en cours | Béatrice Le Couster |        | DVG    | Secrétaire médicale, ancienne collaboratrice parlementaire Conseillère municipale de Bourbriac (depuis 2020) |

### Résultats détaillés

#### Élections de mars 2015
Lors des élections départementales de 2015, le binôme composé de Christian Coail et Claudine Guillou (Union de la Gauche) est élu au 1er tour avec 56,98 % des suffrages exprimés, devant le binôme composé de Marc Herve et Martine Tison (UMP) (24,51 %). Le taux de participation est de 58,61 % (7 982 votants sur 13 619 inscrits) contre 56,24 % au niveau départementalet 50,17 % au niveau national.

#### Élections de juin 2021
Le premier tour des élections départementales de 2021 est marqué par un très faible taux de participation (33,26 % au niveau national). Dans le canton de Callac, ce taux de participation est de 39,77 % (5 324 votants sur 13 386 inscrits) contre 39,37 % au niveau départemental. À l'issue de ce premier tour, deux binômes sont en ballottage : Christian Coail et Béatrice Le Couster (Union à gauche, 68,58 %) et Françoise Billaud et Noël Lude (RN, 20,24 %).
Le second tour des élections est marqué une nouvelle fois par une abstention massive équivalente au premier tour. Les taux de participation sont de 34,3 % au niveau national, 40,31 % dans le département et 40,31 % dans le canton de Callac. Christian Coail et Béatrice Le Couster (Union à gauche) sont élus avec 78,9 % des suffrages exprimés (3 803 voix pour 5 396 votants et 13 385 inscrits),,. 

## Composition

### Composition avant 2015

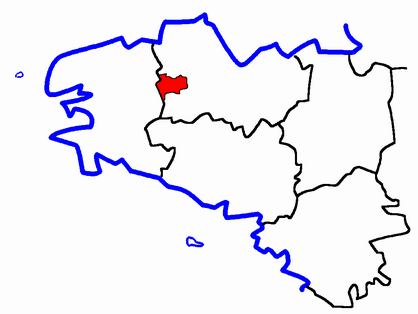
Situation du canton de Callac dans le département des Côtes-d'Armor avant 2015.

Le canton de Callac regroupait onze communes.
| Nom                | Code Insee | Codepostal | Superficie (km2) | Population (dernière pop. légale) | Densité (hab./km2) |
| ------------------ | ---------- | ---------- | ---------------- | --------------------------------- | ------------------ |
| Callac (chef-lieu) | 22025      | 22160      | 33,03            | 2 279 (2012)                      | 69                 |
| Bulat-Pestivien    | 22023      | 22160      | 31,23            | 458 (2012)                        | 15                 |
| Calanhel           | 22024      | 22160      | 14,32            | 225 (2012)                        | 16                 |
| Carnoët            | 22031      | 22160      | 42,06            | 723 (2012)                        | 17                 |
| Duault             | 22052      | 22160      | 21,59            | 364 (2012)                        | 17                 |
| Lohuec             | 22132      | 22160      | 17,18            | 271 (2012)                        | 16                 |
| Maël-Pestivien     | 22138      | 22160      | 31,29            | 402 (2012)                        | 13                 |
| Plourac'h          | 22231      | 22160      | 32,15            | 342 (2012)                        | 11                 |
| Plusquellec        | 22243      | 22160      | 26,31            | 577 (2012)                        | 22                 |
| Saint-Nicodème     | 22320      | 22160      | 16,94            | 171 (2012)                        | 10                 |
| Saint-Servais      | 22328      | 22160      | 28,04            | 415 (2012)                        | 15                 |

### Composition à partir de 2015
Le canton de Callac comprend désormais 28 communes entières.
| Nom                            | Code Insee | Intercommunalité                  | Superficie (km2) | Population (dernière pop. légale) | Densité (hab./km2) | Modifier                                    |
| ------------------------------ | ---------- | --------------------------------- | ---------------- | --------------------------------- | ------------------ | ------------------------------------------- |
| Callac (bureau centralisateur) | 22025      | CA Guingamp-Paimpol Agglomération | 33,03            | 2 274 (2022)                      | 69                 | modifier les données · modifier les données |
| Belle-Isle-en-Terre            | 22005      | CA Guingamp-Paimpol Agglomération | 14,11            | 1 031 (2022)                      | 73                 | modifier les données · modifier les données |
| Bourbriac                      | 22013      | CA Guingamp-Paimpol Agglomération | 71,86            | 2 126 (2022)                      | 30                 | modifier les données · modifier les données |
| Bulat-Pestivien                | 22023      | CA Guingamp-Paimpol Agglomération | 31,23            | 409 (2022)                        | 13                 | modifier les données · modifier les données |
| Calanhel                       | 22024      | CA Guingamp-Paimpol Agglomération | 14,32            | 236 (2022)                        | 16                 | modifier les données · modifier les données |
| Carnoët                        | 22031      | CA Guingamp-Paimpol Agglomération | 42,06            | 667 (2022)                        | 16                 | modifier les données · modifier les données |
| La Chapelle-Neuve              | 22037      | CA Guingamp-Paimpol Agglomération | 23,78            | 403 (2022)                        | 17                 | modifier les données · modifier les données |
| Coadout                        | 22040      | CA Guingamp-Paimpol Agglomération | 9,73             | 538 (2022)                        | 55                 | modifier les données · modifier les données |
| Duault                         | 22052      | CA Guingamp-Paimpol Agglomération | 21,59            | 388 (2022)                        | 18                 | modifier les données · modifier les données |
| Gurunhuel                      | 22072      | CA Guingamp-Paimpol Agglomération | 19,58            | 406 (2022)                        | 21                 | modifier les données · modifier les données |
| Kerien                         | 22088      | CA Guingamp-Paimpol Agglomération | 21,88            | 247 (2022)                        | 11                 | modifier les données · modifier les données |
| Kerpert                        | 22092      | CA Guingamp-Paimpol Agglomération | 21,00            | 269 (2022)                        | 13                 | modifier les données · modifier les données |
| Loc-Envel                      | 22129      | CA Guingamp-Paimpol Agglomération | 3,36             | 74 (2022)                         | 22                 | modifier les données · modifier les données |
| Lohuec                         | 22132      | CA Guingamp-Paimpol Agglomération | 17,18            | 246 (2022)                        | 14                 | modifier les données · modifier les données |
| Louargat                       | 22135      | CA Guingamp-Paimpol Agglomération | 57,23            | 2 393 (2022)                      | 42                 | modifier les données · modifier les données |
| Maël-Pestivien                 | 22138      | CA Guingamp-Paimpol Agglomération | 31,29            | 360 (2022)                        | 12                 | modifier les données · modifier les données |
| Magoar                         | 22139      | CA Guingamp-Paimpol Agglomération | 7,79             | 75 (2022)                         | 9,6                | modifier les données · modifier les données |
| Moustéru                       | 22156      | CA Guingamp-Paimpol Agglomération | 14,28            | 642 (2022)                        | 45                 | modifier les données · modifier les données |
| Plésidy                        | 22189      | CA Guingamp-Paimpol Agglomération | 25,79            | 562 (2022)                        | 22                 | modifier les données · modifier les données |
| Plougonver                     | 22216      | CA Guingamp-Paimpol Agglomération | 35,72            | 766 (2022)                        | 21                 | modifier les données · modifier les données |
| Plourac'h                      | 22231      | CA Guingamp-Paimpol Agglomération | 32,15            | 350 (2022)                        | 11                 | modifier les données · modifier les données |
| Plusquellec                    | 22243      | CA Guingamp-Paimpol Agglomération | 26,31            | 557 (2022)                        | 21                 | modifier les données · modifier les données |
| Pont-Melvez                    | 22249      | CA Guingamp-Paimpol Agglomération | 22,98            | 600 (2022)                        | 26                 | modifier les données · modifier les données |
| Saint-Adrien                   | 22271      | CA Guingamp-Paimpol Agglomération | 9,93             | 367 (2022)                        | 37                 | modifier les données · modifier les données |
| Saint-Nicodème                 | 22320      | CA Guingamp-Paimpol Agglomération | 16,94            | 168 (2022)                        | 9,9                | modifier les données · modifier les données |
| Saint-Servais                  | 22328      | CA Guingamp-Paimpol Agglomération | 28,04            | 427 (2022)                        | 15                 | modifier les données · modifier les données |
| Senven-Léhart                  | 22335      | CA Guingamp-Paimpol Agglomération | 12,50            | 241 (2022)                        | 19                 | modifier les données · modifier les données |
| Tréglamus                      | 22354      | CA Guingamp-Paimpol Agglomération | 18,79            | 1 100 (2022)                      | 59                 | modifier les données · modifier les données |
| Canton de Callac               | 2203       |                                   | 684,45           | 17 922 (2022)                     | 26                 | modifier les données                        |

## Démographie

### Démographie avant 2015
| 1962   | 1968   | 1975  | 1982  | 1990  | 1999  | 2006  | 2011  | 2012  |
| ------ | ------ | ----- | ----- | ----- | ----- | ----- | ----- | ----- |
| 11 213 | 10 198 | 8 937 | 7 781 | 6 932 | 6 397 | 6 281 | 6 315 | 6 227 |

### Démographie depuis 2015
En 2022, le canton comptait 17 922 habitants, en évolution de −0,55 % par rapport à 2016 (Côtes-d'Armor : +1,78 %, France hors Mayotte : +2,11 %).
| 2013   | 2018   | 2022   |
| ------ | ------ | ------ |
| 18 355 | 17 771 | 17 922 |